# Слонова, Анастасия Александровна
 Анастасия Александровна Слонова  (род. 10 июня 1991 года в Риддере, Восточно-Казахстанская область, Казахстан) — казахстанская лыжница. Мастер спорта Республики Казахстан международного класса

## Биография
На зимней Азиаде 2011 года стала двукратной чемпионкой – в эстафете 4х5 км и в командном спринте.
В январе 2013 года на Молодёжном чемпионате мира в чешском Либереце завоевала серебряную медаль в индивидуальной гонке преследования на дистанции 10 км. 
В январе 2015 года на зимней универсиаде в Штрбске-Плесо завоевала два золота (в личном спринте и масс-старте) и два серебра (на дистанции 5 км и в эстафете).